# Peter Bourne
Peter "Possum" Bourne (13 d'abril de 1956 - 30 d'abril de 2003) va ser un pilot de ral·lis de Nova Zelanda. Va ser campió del Campionat de Ral·lis Àsia Pacífic i del campionat australià de ral·lis.
És conegut perquè va participar amb diversos Subaru privats al Campionat Mundial de Ral·lis, primer amb el Legacy i després amb el Subaru Impreza. Va córrer dos ral·lis (Nova Zelanda i Indonèsia) amb l'equip de Subaru oficial del WRC, al costat de Kenneth Eriksson.
El seu millor amic i co-pilot, Roger Freeth, va morir en un accident al ral·li d'Austràlia de 1993. Bourne va morir el 30 d'abril del 2003 en un accident en un ral·li local.